# Встречи с привидениями
«Встре́чи с привиде́ниями» (иер. трад. 鬼打鬼, кант.-рус.: Куай та куай, англ. Encounter of the Spooky Kind) — гонконгский комедийный боевик 1980 года с элементами хоррора, главную роль в котором исполнил Само Хун. Фильм стал основателем жанра про вампиров (цзянши) и одним из первых гонконгских комедийных фильмов ужасов с боевыми искусствами. Оригинальное китайское название фильма на русский язык можно перевести как «Призрак бьётся с призраком».

## Сюжет
Смелый Чён поспорил на то, чтобы провести ночь в заброшенном доме, в котором он должен очистить яблоко перед зеркалом. Желая защитить титул самого смелого, Чён соглашается. Тем не менее, в ту ночь друзья разводят его. В то время как Чён ругает приятеля за шутку, появляется настоящий призрак и похищает друга. Призрак пытается добраться до Чёна, но случайно отрубает себе руку и разбивает стекло, из-за чего дом рушится.
На следующий день Чён подслушивает рассказ о неверной жене от продавца тофу, поэтому Смелый идёт домой проверить свою жену и натыкается на двух парней у входной двери. Он кричит на них, что слышит его жена в постели с работодателем Чёна Тхамом. Любовник успевает сбежать, но оставляет свой ботинок, который находит Чён, из-за чего он скандалит с ней. Жена начинает истерику и заставляет мужа чувствовать себя виноватым.
Тхам обеспокоен тем, что Чён может докопаться до правды о романе жены, поэтому он нанимает колдуна Чиня, чтобы избавиться от Чёна. Чхёю, напарнику Чиня, всё это не нравится. Чёна обманным путём заставляют провести ночь в храме, но он встречает Чхёя, который советует ему спать на крыше. Чён так и поступает. Ночью в храме открывается гроб, и оттуда вылезает ходячий труп в поисках Чёна, который теперь на крыше. Чинь, управляя трупом, не может найти Смелого до тех пор, пока Смелый не срывается вниз. Чён прячется под гроб, но труп его находит, после чего они дерутся, и Чён сбивает преследователя обратно в гроб и закрывает крышку.
Чёна опять уговаривают провести ночь в храме, после чего Чхёй советует найти пятьдесят куриных яиц, чтобы потом бросить их в гроб. Тем не менее, торговец яйцами продаёт Чёну десять утиных яиц вперемежку с куриными. В ту же ночь Чён начинает кидать яйца в гроб, из-за чего труп не может оттуда выбраться. Но, когда Чён кидает утиное яйцо, трупу удаётся выбраться, поэтому он выплёскивает на соперника кровь собаки, из-за чего Чинь отлетает на несколько метров и теряет контроль над трупом.
Чён возвращается в город, где инспектор арестовывает его за убийство жены. Чёна сажают в тюрьму, но он сбегает оттуда, притворившись больным. Он избегает охранников и скрывается в лесу, где он спотыкается о гроб, в котором лежит труп. Чён засыпает рядом с трупом, но случайно пробуждает его. Затем злые силы заставляют труп напасть на Смелого Чёна, а потом преследовать. Убегая от трупа по лесу, Чён чуть ли не врезается в инспектора и его людей, но вместо этого труп врезается в представителей закона, что даёт Чёну время на побег.
Чён встречает Чхёя, который хочет взять его к себе в ученики. Инспектор отправляет людей арестовать беглеца, видя как он с Чхёем едят в закусочной. Чиню удаётся управлять рукой Чёна, чтобы избить людей вокруг, но Чхёй останавливает Чиня в драке, и тот сбегает. Чтобы помочь Чёну, Чхёй использует магию для контроля над людьми инспектора, чтобы те избили начальника. Чён в очередной раз сбегает. В ту же ночь Чинь посылает вампира за Чёном и Чхёем, но они справляются с ним. Чхёй разрисовывает тело Чёна для защиты от магии Чиня. Они идут в резиденцию Тхама бросить вызов Чиню. Оба колдуна используют магию, чтобы управлять своими представителями. Чёну вселяют дух обезьяны. Двое учеников Чиня дерутся с соперником до победы. Чинь вселяет в Тхама дух бога мечей, но Чён убивает его. Затем два колдуна соперничают друг с другом. Видя, что Чинь может выиграть, Чён подрубает вышку Чиня, из-за чего тот теряет равновесие, в результате чего Чхёю удаётся поразить Чиня своим огнём. Чинь сгорает. Но Чхёй сильно ранен от магии Чиня и тоже погибает. Появляется жена Чёна и пытается убедить его, что Тхам пытался изнасиловать её. Тем не менее, Чён не поддаётся и избивает свою жену.

## Исполнители ролей и съёмочная группа
| - Само Хун — Смелый Чён - Чун Фат — даос-волшебник Чхёй - Питер Чань — даос-волшебник Чинь - Хуан Ха — господин Тхам - Лам Чинъин — сыщик - Тхай Поу — советник - Тоу Сиумин — Тхо - Чён Кинпо — дядя Фок - Юнь Моу — Му / тюремный надзиратель - Хо Паккуон — подглядывающий - Фун Кинмань — подглядывающий - Уэллсон Чинь — полицейский - Ка Лэй — полицейский - Ын Минькхань — полицейский - Чау Камкон — полицейский - Пань Ёньсан — Сяо Пэн - Сиу Такфу — тюремный надзиратель / человек в закусочной - Кон Тоухой — тюремный надзиратель Приглашённые звёзды: - У Ма — Фа - Лён Сютмэй — жена Смелого Чёна | - Кинокомпания: Golden Harvest, Bo Ho Films Co., Ltd. - Исполнительный продюсер: Рэймонд Чоу - Режиссёр: Само Хун Кампоу - Ассистент режиссёра: Уэллсон Чинь - Координаторы боёв: Ассоциация каскадёров Саммо Хуна (Само Хун, Юань Бяо, Лам Чинъин, Билли Чань) - Сценаристы: Само Хун, Хуан Ин - Композитор: Фрэнки Чань - Операторы: Ли Ютан, Ын Чёква - Художник: Мак Во - Грим: Чань Куокхун - Монтажёр: Питер Чён - Дизайнер по костюмам: Чю Синхэй |